# Epeorus sylvicola
Epeorus sylvicola is een haft uit de familie Heptageniidae. De wetenschappelijke naam van de soort is voor het eerst geldig gepubliceerd in 1865 door Pictet.
De soort komt voor in het Palearctisch gebied.